# 프로토스트라토르
프로토스트라토르(그리스어: Πρωτοστράτωρ)는 동로마 제국의 관직으로서, 제국의 마구간 지기(stable master)로서 유래했으나, 시간이 흐르며 군사요직 하나로서 발전하였다. 이들 관직을 지닌 이들을 프로토스트라토레스라고 불렀으며, 이들의 부인들을 '프로토스트라토리사'(그리스어: πρωτοστρατόρισσα)라는 칭호로 불렀다.

## 유명 프로토스트라토레스
- 미하일 2세
- 바실리우스 1세
- 알렉시오스 악수흐
- 알렉시오스 두카스 필란트로피노스
- 미하일 두카스 글라바스 타르하니오티스
- 테오도로스 시나디노스
- 조반니 주스티니아니